# 소노베 이츠오
소노베 이츠오(園部逸夫, 1929년 4월 1일 ~ 2024년 9월 13일)는 일본의 변호사이자 정치인이다. 1989년부터 1999년까지 최고재판소 재판관을 역임했다.
소노베는 2024년 9월 13일 95세의 나이로 사망했다.